# Holmenkollen

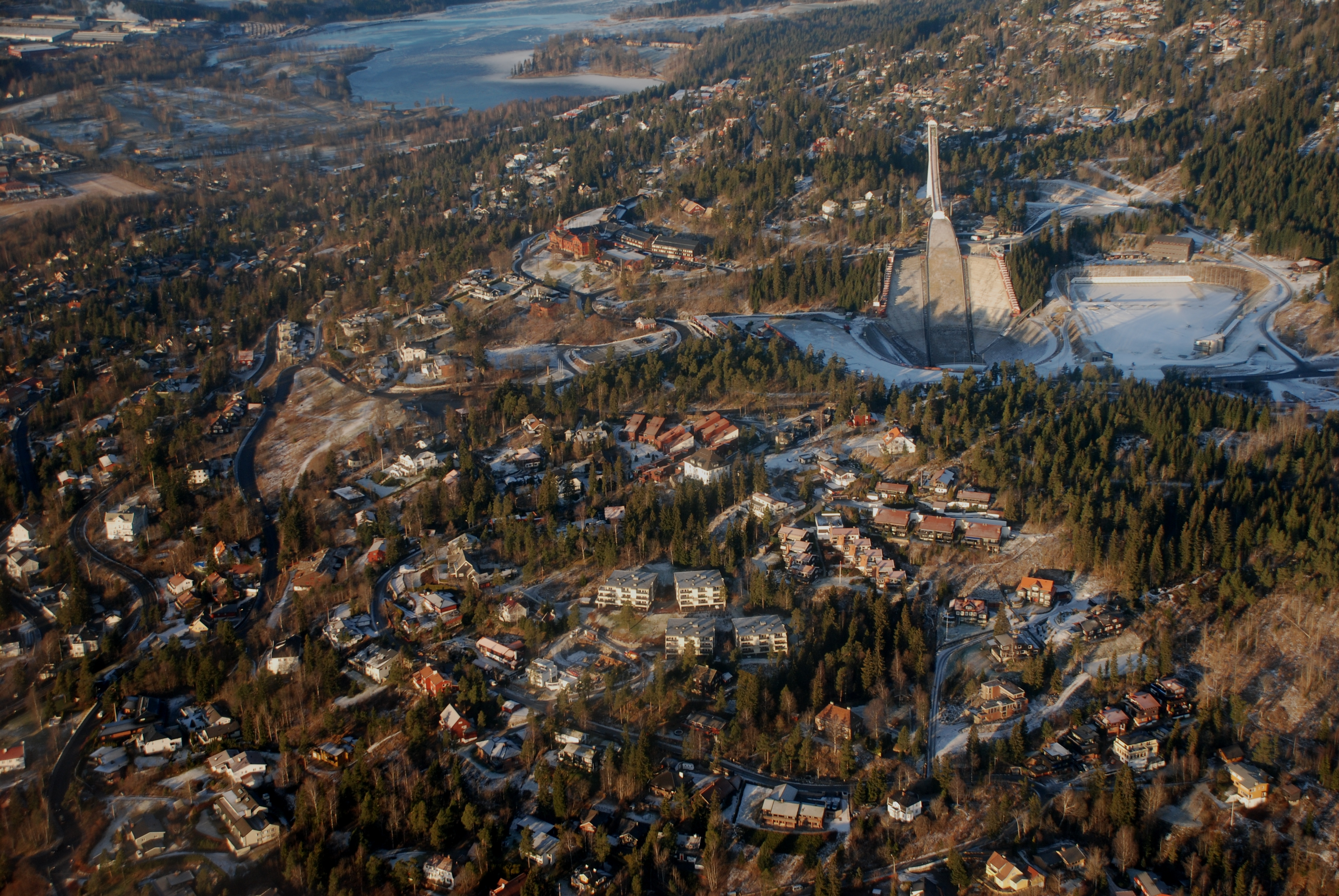
Letecký pohled na Holmenkollen

Holmenkollen je severozápadní předměstí norského hlavního města Oslo. Nachází se v městském obvodě Vestre Aker, s nadmořskou výškou 371 metrů je nejvýše položenou částí metropole. Je znám jako středisko zimních sportů.
Díky blízkosti přírody i velkoměsta je Holmenkollen vyhledávanou rezidenční oblastí. Nachází se zde vila Kongsseteren, kde tráví zimní prázdniny norská královská rodina. Holmenkollen je snadno dostupný díky stejnojmenné stanici metra. Významnou historickou památkou byla dřevěná kaple z roku 1903, kterou v srpnu 1992 spálil Varg Vikernes. V roce 1996 byla postavena současná replika.

## Lyžařské středisko
Hlavní místní atrakcí je lyžařský areál Národní aréna Holmenkollen se skokanským můstkem Holmenkollbakken. Původní můstek pocházel z roku 1892, v roce 2010 byl na jeho místě postaven nový s kritickým bodem HS 134 m. Konaly se zde soutěže olympiády 1952, mistrovství světa v klasickém lyžování 1930, 1966, 1982 a 2011 a mistrovství světa v biatlonu 1986, 1990, 1999, 2000, 2002 a 2016. Každoroční Holmenkollen Ski Festival je součástí Světového poháru běžců a skokanů. V roce 1923 bylo založeno místní lyžařské muzeum, nejstarší na světě.  